# Friedrich Gottlob Keller

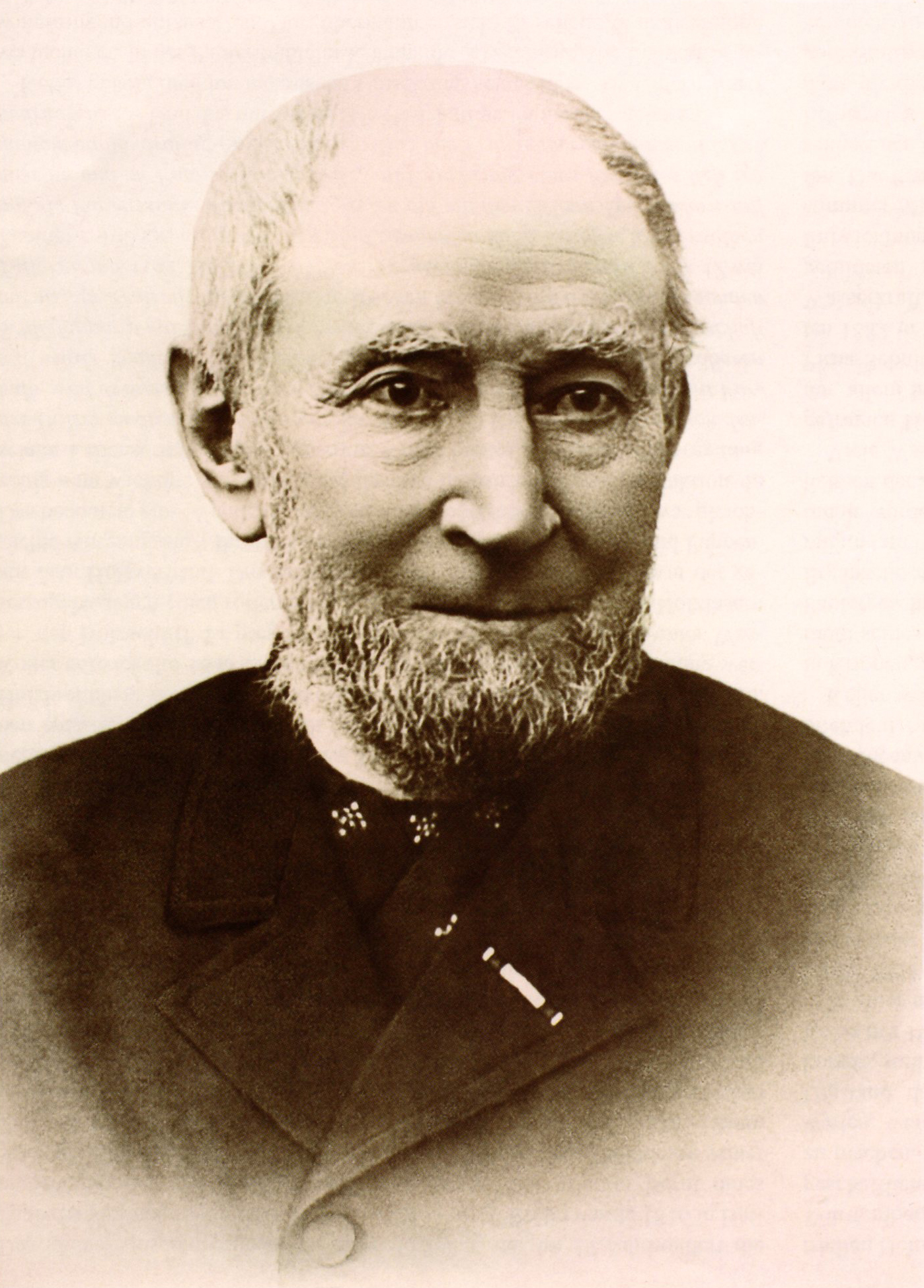
Friedrich Gottlob Keller

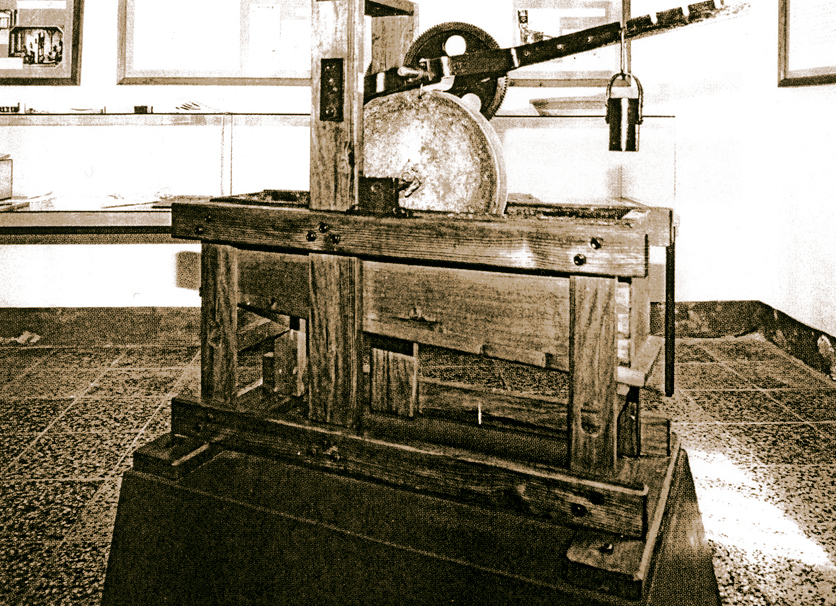
Friedrich Gottlob Kellers ursprungliga defibreringskvarn från 1840-talet

Friedrich Gottlob Keller, född 27 juni 1816 i Hainichen, död 8 september 1895 i Krippen, var en tysk tekniker, uppfinnare av den mekaniska trämassan.
Friedrich Gottlob Keller arbetade under sin uppväxt med sin far som vävare och uppsättare av solver i Hainichen i Sachsen i Tyskland. Han intresse var maskiner, och han studerade tekniska tidskrifter och utformade idéer till olika maskiner.
Han fick 1843 idén till den så kallade våtslipmetoden. Sommaren 1844 försökte han med provexemplar av färdigt papper få ekonomiskt stöd från den tyska regeringen för att förbättra sin defibreringskvarn och utveckla tillverkningsmetoden, men utan att lyckas. Han sålde därför sin uppfinning till Heinrich Voelter. Ett patent godkändes i augusti 1845 i bägges namn, varefter Voelter började tillverka utrustning i viss skala. 
Voelter arbetade till en början med Keller, som hade den djupaste kunskapen om tillverkningsprocessen och konstruktionsarbetet. Den första serietillverkade maskinen gjordes 1848. År 1852 skulle patentet förnyas, men Keller hade då inte egna medel att betala sin del av kostnaden, varför Heinrich Voelter blev ensam patenträttsinnehavare. Voelter fortsatte därefter arbetet med utrustningen och skapade en förmögenhet av detta. 
År 1908 restes en staty över Friedrich Gottlob Keller i hans födelsestad.